# Кшиштоф Гозьдзевський
Кшиштоф Гозьдзевський (нар. 1963 у Пшасниші) — польський астроном, професор в Університеті Миколая Коперника в Торуні, спеціаліст з екзопланет.

## Біографія
1997 року в Університету Миколая Коперника захистив дисертацію доктора філософії з астрономії з теми «Спеціальний варіант задачі трьох тіл». 2005 року в тому ж університеті зробив габілітацію з теми «Аналіз орбітальних параметрів позасонячних планетних систем».

## Наукові результати
Займається небесною механікою, планетними системами, спостережною астрофізикою та чисельними методами, багатопроцесорними розрахунками, операційною системою Unix. Він розробив метод GAMP, який використовується для моделювання спостережних даних для екзопланет. Брав участь у відкритті екзопланет HD 160691 d (або e), HD 102272 b, 14 Геркулеса c та верифікації планетних систем HD 82943, HD 128311, HD 37124, HD 191760, HR 8799, HU Водолія, Ni Octantis.